# Sierra de Cabrera (Almería)
Sierra Cabrera se encuentra en la provincia de Almería (Andalucía, España) en los términos municipales de Turre y Mojácar principalmente. Sus máximas altitudes se aproximan a los 1000 m s. n. m., como La Mezquita (962 m s. n. m.) y Arráez (919 m s. n. m.), por lo que recibe esporádicas nevadas.

## Toponimia
La Sierra de Cabrera toma el nombre de una antigua población musulmana que habitaba en ella, en un poblado llamado Cabreyra o Caprayra. Este topónimo se debería a la pobreza de las tierras, que solo servirían para el pasto del ganado caprino.

## Descripción
En ella se encuentran numerosas cortijadas como La Carrasca, Los Moralicos, Aljuezar, Jacís, Alcandía, La Adelfa, Teresa, Cova Negra, Mofar, El Dondo, Cufría o Cortetes, pero la mayoría de ellas se encuentran despobladas y abandonadas, tan sólo Cortijo Cabrera y Cortijo Grande mantienen cierta población gracias al turismo residencial, y El Agua Enmedio y El Sopalmo gracias a su proximidad a la costa.
El paisaje de sierra Cabrera está marcado por las mayores precipitaciones que recibe en comparación con el resto de la comarca del Levante Almeriense, y que unidas a la influencia de la humedad marina en el conjunto serrano, hacen de esta sierra litoral una isla verde.
La mayor parte de la sierra, sobre todo en torno a las cortijadas, está moldeada por el hombre y aparece repleta de bancales y restos de acequias y antiguas huertas, sobre los cuales, todavía quedan restos de su pasado agrícola en forma de algarrobos, almendros, olivos, higueras, granados y vides, sin olvidar las chumberas y las pitas ya naturalizadas.
Las zonas basales de la sierra están formadas por materiales silíceos, mientras que en las cumbres se dan formaciones calizas. En la zona de contacto entre ambos aparecen numerosas fuentes y manantiales. En la solana predominan los materiales silíceos, mientras que en la umbría lo hacen los calizos.

## Flora
Sierra Cabrera estuvo hasta el siglo XVIII cubierta de bosques de alcornoques y encinas, pero el hacha, el arado y los rebaños terminaron por hacerlos desaparecer. De los antiguos alcornocales que poblaban la sierra, tan sólo quedan unos cuantos pies de alcornoque (Quercus suber) centenarios con un incalculable valor natural, ecológico y genético, ya que son una rareza en el Sudeste Español y únicos en la comarca. Parecida suerte corrieron los encinares, y en la actualidad, sólo quedan pequeños rodales en las cumbres compuestos por encina (Quercus ilex), coscoja (Quercus coccifera) y enebro (Juniperus oxycedrus). En la zona conocida como Los Murtales se han efectuado repoblaciones con pino carrasco (Pinus halepensis).
La vegetación actual de la sierra está formada por matorrales mediterráneos como son los retamares, espinares, jarales, albaidales, romerales, tomillares, aliagares o espartizales, entre los que aparecen especies como el palmito (Chamaerops humilis), el lentisco (Pistacia lentiscus), el acebuche (Olea europaea), el aladierno (Rhamnus alaternus) o el labiérnago (Phillyrea sp.) 
Alrededor de las numerosas fuentes, manantiales, barrancos y ramblas húmedos se desarrollan especies como la adelfa (Nerium oleander), el almez (Celtis australis), el álamo blanco (Populus alba) y el nogal (Juglans regia). En estos lugares excepcionalmente húmedos también aparece un roble, el quejigo (Quercus faginea), y el madroño (Arbutus unedo), que junto con el ya mencionado alcornoque, constituyen, a pesar de su escaso número, las joyas de la botánica de la sierra, tanto por su localización (ya que alcornoques, quejigos y madroños son extremadamente raros en la provincia natural Murciano-Almeriense, en la que se encuadra Sierra Cabrera) como por su gran bagaje genético (ya que les hace capaces de sobrevivir en un espacio tan "seco").
Por otro lado, el árbol más común en esta sierra es el Algarrobo ("Ceratonia Siliqua") podemos observarlo tanto en zonas húmedas como en zonas de colina y montaña, este árbol, adaptado al clima árido de Sierra Cabrera, constituye uno de los pilares más importantes del ecosistema de la sierra y de la zona, ya que proporciona alimento y sombra a la fauna salvaje, además de proporcionar abono y mantener la humedad de un suelo árido y ácido.

## Fauna
En cuanto a la fauna de sierra Cabrera, cabe destacar que cuenta con jabalíes, jinetas, zorros, cabra montés, garduñas y tejones, entre los mamíferos. También cuenta con diversas especies de aves, entre ellas varias rapaces. Con respecto a los reptiles destaca el lagarto ocelado y una importante población de la amenazada tortuga mora (Testudo graeca). En las balsas y charcos pueden encontrarse diferentes anfibios. También hay que destacar la presencia de especies cinegéticas como la perdiz roja, el conejo y la liebre.

## Vulcanismo
La sierra Cabrera tiene un importante vulcanismo, especialmente en el área volcánica de Cóbdar.